# Дівчинка з хризантемами
«Дівчинка з хризантемами» (пол. Dziewczynka z chryzantemami) — картина олією 1894 року польської художниці-постімпресіоністки Ольги Бознанської. Вона зберігається в Галереї польського мистецтва XIX століття Національного музею в Кракові, Польща.

## Опис
На картині зображено молоду дівчину, яка стоїть на самоті та тримає в руках букет білих хризантем. Бліде, задумливе обличчя дівчини має тривожний та урочистий вираз. У неї розпущене яскраво-руде волосся, маленькі червоні губи й трохи блискучі чорні очі. Вона одягнена в просту синьо-сіру сукню. Фігура дівчини відкидає чітко помітну тінь на стіну позаду неї. Картина позбавлена чітких ліній і контурів, а фігура дівчини, як і тло, складається з численних кольорових плям.

## Аналіз
«Дівчинка з хризантемами» вважається однією з найбільш репрезентативних робіт художниці. Картина написана у 1894 році в Мюнхені. Художницю особливо захоплювали атмосферні картини Джеймса Еббота МакНіла Вістлера, а також знайомство з мистецькими течіями Парижа, що змусило її відмовитися від традицій Мюнхенської школи. Вона вирішила піти проти популярних умовностей щодо дитячих портретів, на яких дітей часто зображували в елегантному та вигадливому вбранні в багато прикрашених інтер'єрах або на тлі пейзажів. Вона запровадила власний метод зображення дітей на нейтральному тлі, а фігури піддавала ретельному колористичному аналізу. За словами Уршули Козаковської-Заучі, картина «створює атмосферу споглядання, смутку, таємничості та недомовленості», що нагадує вірші Моріса Метерлінка, якого Бознаньська дуже поважала. У 1896 році Вільям Ріттер, пишучи для «Gazette des Beaux-Arts», зауважив, що «це загадкова дитина, яка зводить з розуму тих, хто занадто довго спостерігає за нею». Відчуття невинності дитини, її спокійна постава та ніжні риси обличчя контрастують з аурою тривоги та меланхолії картини. Художниця тонко передала душевний стан дівчинки, а також атмосферу її оточення, що свідчить про її гострий інтерес до нових ідейних віянь у літературі та мистецтві того часу.